# 陳鴻鈞 (江西議員)
陈鸿钧（1876年—？），名世琼，字容甫，江西省上犹县营前镇人，中国民主革命家，中华民国政治人物。

## 生平
陈鸿钧生于光绪二年（1876年），是清朝优廩生。百日维新后，有志于西学，乃入江西高等学校。毕业后，和弟弟陈鸿藻于光绪二十九年（1903年）留学日本，共同入日本中央大学法学系，1905年共同加入中国同盟会。归国后，历任北京临时参议院议员、第一届国会众议院议员、非常国会议长、孙中山秘书等职务。
1927年，陈鸿钧、李根源等人试图在江西大余西华山开采钨矿，后来因为抗日战争爆发、日军入侵而未果。1937年抗日战争爆发后，日军占领北平，陈鸿钧病逝。